# Фукусима Масанори
Фукуси́ма Масано́ри (яп. 福島正則, ふくしままさのり, 1561 — 26 августа 1624) — японский военный и политический деятель, полководец периода Адзути-Момояма. Родом из провинции Овари. Вассал Тоётоми Хидэёси. Отличился в битве при Сидзугатаке (1583). Участник корейских походов (1592—1598). В Сэкигахарской битве (1600) присоединился к силам восточной коалиции под начальством Токугавы Иэясу, за что получил удельное владение Хиросима-хан. В 1619 году был лишён своих владений из-за несанкционированного ремонта Хиросимского замка.

## Биография
Фукусима Масанори родился в 1561 году в деревне Футацудэра уезда Кайто провинции Овари в семье сельских ремесленников. Его отец — Итибэй (яп. 市兵衛, いちべえ) — был бондарем. Мать происходила из крестьянского рода Киносита и была родной тётей Тоётоми Хидэёси.
Благодаря родственным связям Масанори был взят на самурайскую службу. Сначала он прислуживал пажом своему двоюродному дяде Тоётоми Хидэёси.
В 1578 году Масанори отличился в битве во время кампании в провинции Харима против рода Мики, за что был повышен до гвардейца. В дальнейшем он принимал участие в победных битвах при Ямадзаки в 1582 году, Сидзугатаке в 1583 году и Камаки-Нагакуте в 1584 году. За отвагу в предпоследней битве Хидэёси наградил племянника титулом одного из семи наилучших копьеносцев Сидзугатаке и назначил командиром пехоты с годовым доходом в 5 тысяч коку.
В 1585 году, по ходатайству дяди, Масанори получил от Императорского двора 5-й младший чиновнический ранг и звание Саэмон-но-дзё (яп. 左衛門尉, さえもんのじょう) — левого сотника Императорской гвардии. С этого момента он стал называть себя Фукусима Саэмон-даю Масанори.
В 1587 году Масанори принял участие в походе Хидэёси на Кюсю и в том же году был награждён замком Юдзуки в провинции Иё и прилегающими земельными владениями, а также доходом в 110 тысяч коку. В дальнейшем он становился хозяином замков Кокуфу и Имабари.
В 1590 году Масанори командовал войсками провинции Иё в Одаварской кампании против рода Го-Ходзё, а в 1592 году возглавил один из экспедиционных корпусов армии Хидэёси, которая отправлялась на завоевание Кореи. В 1595 году, за заслуги, его перевели из провинции Иё в провинцию Овари, где он получил замок Киёсу с годовым доходом в 240 тысяч коку.
В 1598 году, после смерти Хидэёси, Масанори сблизился с Токугавой Иэясу. В 1600 году он поддержал последнего в битве при Сэкигахаре, которая обозначила политическое устройство Японии на последующие 300 лет. Иэясу наградил Масанори западнояпонскими провинциями Аки и Бинго с доходом 490 тысяч коку и назначил хозяином Хиросимского замка. В новых владениях он заложил основы удельного автономного Хиросима-хана.
В 1619 году сёгунат Токугава конфисковал владения Масанори под предлогом того, что он нарушил японское законодательство и без разрешения правительства начал ремонт Хиросимского замка. Настоящей причиной конфискации были родственные связи полководца с родом Тоётоми, который считался врагом тогдашнего государственного строя. Масанори перевели из Хиросимы в восточнояпонские провинции Синано и Этиго, где выделили земельные владения доходом в 45 тысяч коку, и фактически посадили под домашний арест в посёлке Такаи. В 1620 году, в связи со смертью сына Фукусимы Тадакацу, полководец вернул сёгунату земли в Этиго, доходом в 25 тысяч коку.
Фукусима Масанори умер 26 августа 1624 года в посёлке Такаи в возрасте 64 лет. Его похоронили в монастыре Мёсин-дзи в Киото. Мавзолей в честь покойного возвели в монастыре Гансёин в уезде Такаи.
Официальная историография сёгуната Токугава тенденциозно изображала Масанори деспотичным и злым феодалом, который планировал мятеж против правительства. В академической историографии XX века образ этого полководца был переосмыслен в позитивную сторону, учитывая его достижения в управлении Хиросима-ханом, эффективное налаживание экономической и культурной жизни подконтрольных ему владений.